# Tôm he Nhật Bản
Tôm he Nhật Bản hay còn gọi là tôm kuruma, cũng còn gọi là tôm thẻ bông, tôm vằn Nhật hoặc tôm hùm Nhật (Danh pháp khoa học: Marsupenaeus japonicus) là một loài tôm trong Họ Tôm he sống tại vùng Ấn Độ Dương, Tây Thái Bình Dương và thi thoảng là ở vùng Địa Trung Hải. Đây là một loài tôm có giá trị kinh tế và được khai thác ở Nhật Bản.

## Phân bố
Nhìn chung, loài tôm này phân bố rộng rãi trên thế giới chẳng hạn như ở Đông Phi, Hồng Hải, Ấn Độ, Triều Tiên, Nhật Bản, Malaixia, Philippin, Trung Quốc, ở ven biển Việt Nam, có nhiều ở vịnh Bắc bộ và ven biển miền Trung Việt Nam. Phân bố từ đầm vịnh có độ sâu vài mét tới vùng biển sâu 100m, nhưng khá nhiều ở vùng biển từ 5 - 15m, đáy cát bùn. Thích ứng với độ mặn tương đối cao 28 - 35%o và xuất hiện trong các đầm phá vào mùa khô.

## Đặc điểm
Là loài tôm có kích thước lớn, chiều dài từ 10 – 16 cm, nặng khoảng 70gam. Thân chúng màu nâu sáng, mặt vỏ có hoa vân ngang màu xanh lơ hoặc xám nhạt, vỏ đầu ngực có các vòng màu nâu tối, vàng nhạt và cam xen kẽ. Chân bơi và chân bò màu vàng viền đỏ, giữa nhánh đuôi có màu nâu, phần sau màu lục, viền lông màu hồng. Chân bò dày đặc các lông màu lam. Năm đôi chân bò đều có nhánh ngoài.
Chuỷ có hướng chúc xuống, đoạn nhọn cuối chuỷ hơi cong lên, bằng hoặc ngắn hơn râu thứ nhất, mép trên có 8 - 11 răng, phần nhọn không có răng, mép dưới có 1 - 2 răng. Gờ sau chuỷ dài đến mép sau vỏ đầu ngực, có rãnh giữa rất sâu kéo dài tới cuối gờ. Gờ bên chuỷ song song với gờ sau chuỷ, rãnh bên chuỷ hơi hẹp hơn gờ sau chuỷ trán. Gờ gan rõ ràng, mặt lưng có rãnh dọc sâu, hai bên có 3 đôi gai lay động.

## Tập tính
Thức ăn thay đổi theo giai đoạn phát triển, thời kỳ ấu trùng chủ yếu ăn các loài vi to, khi lớn chủ yếu ăn sinh vật đáy, có ăn kèm một số thực vật và động vật nổi. Mùa vụ sinh sản từ tháng 10 đến tháng 3 - 4 năm sau, các tháng khác cũng có thể bắt gặp số ít cá thể thành thục. Khác với các loài trong giống này, trong túi nhận tinh là một túi rỗng, sau khi thụ tinh, có thể thấy ở miệng túi nhận tinh có một phiến sừng hoá. Con cái có thể đẻ đến 700,000 trứng.